# Svetoslav Todorov
Svetoslav Ivanov Todorov - em búlgaro, Светослав Иванов Тодоров (Dobrich, 30 de agosto de 1978) é um ex-futebolista e treinador de futebol búlgaro que atuava como atacante.

## Carreira
Revelado pelo Dobrudzha Dobrich, de sua cidade natal, jogou também nas categorias de base do CSKA Sófia antes de voltar ao Dobrudzha em 1996 e fazer sua estreia profissional em 1996, aos 17 anos. Após uma temporada (12 partidas), foi contratado pelo Litex Lovech, fazendo 34 gols em 70 jogos. Durante sua passagem pelos Laranjas, chamou a atenção por sua disciplina, sendo expulso apenas uma vez (contra o Spartak Varna, em maio de 2000).
Seu desempenho chamou a atenção de Preston North End e West Ham United, que venceu a disputa pela contratação do atacante, oficializada em janeiro de 2001. A passagem de Todorov pelos Hammers durou apenas 14 jogos e apenas um gol. No Portsmouth, que pagou 750 mil libras pelo jogador, Todi participou de 75 partidas e balançou as redes 33 vezes - na temporada 2006-07, foi emprestado ao Wigan Athletic (5 jogos). Defendeu ainda o Charlton Athletic por 2 temporadas e voltou ao Litex Lovech em 2009, vencendo o primeira divisão nacional em 2010 e 2011 (ele já tinha sido campeão búlgaro em 1998 e 1999).
Em agosto de 2012, Todorov assinou com o Hoverla Uzhhorod, recém-promovido à primeira divisão ucraniana. A passagem pelo clube resumiu-se a apenas 5 jogos, e o jogador anunciou sua aposentadoria em janeiro de 2013, aos 34 anos.

## Seleção Búlgara
Todorov fez sua estreia pela Seleção Búlgara em 1998. Era cogitada sua participação na Eurocopa de 2004, mas uma lesão impediu que ele disputasse o torneio. Deixou de jogar pela seleção em 2007, tendo atuado 41 vezes, com 7 gols

## Carreira como treinador
Já aposentado como jogador, Todorov regressou ao Dobrudzha Dobrich para estrear como técnico de futebol. Ele ainda treinou a seleção Sub-19 da Bulgária (2015-16), a equipe reserva do CSKA Sófia e o Botev Galabovo (ambos em 2017).

## Links
- Svetoslav Todorov em National-Football-Teams.com